# Aston Martin DB9
Aston Martin DB9 är en sportbil, tillverkad av den brittiska biltillverkaren Aston Martin mellan 2004 och 2016.

## DB9
DB9 är en Gran turismo-vagn. Den tillverkas i företagets fabrik i Gaydon. Sedan 2005 tävlar man i Le Mans-serien med racing-versionen DBR9.
Hösten 2008 introducerades en reviderad DB9. Förändringarna innebar bland annat en starkare motor och modifierad hjulupphängning.

## DB9 Volante
DB9 Volante  är namnet på cabrioletversionen av DB9:an. Den är i allt väsentligt identisk med coupémodellen, förutom taket.

## Motor
| Årsmodell | Motor               | Cylindervolym | Effekt | Bränslesystem      |
| --------- | ------------------- | ------------- | ------ | ------------------ |
| 2004-08   | 12-cyl V-motor DOHC | 5935 cm³      | 450 hk | Bränsleinsprutning |
| 2009-     | 12-cyl V-motor DOHC | 5935 cm³      | 470 hk | Bränsleinsprutning |

## Bilder

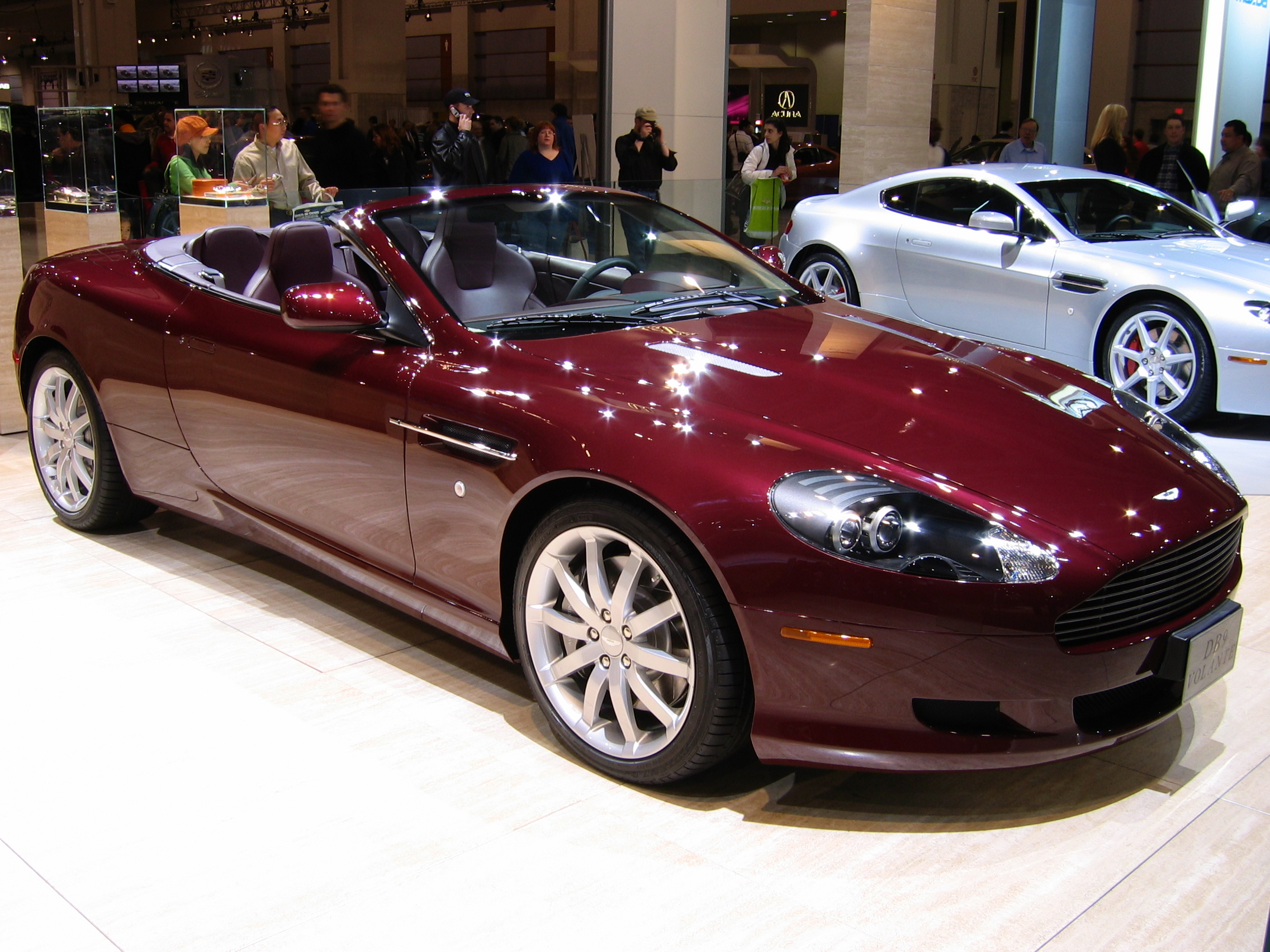
Volante
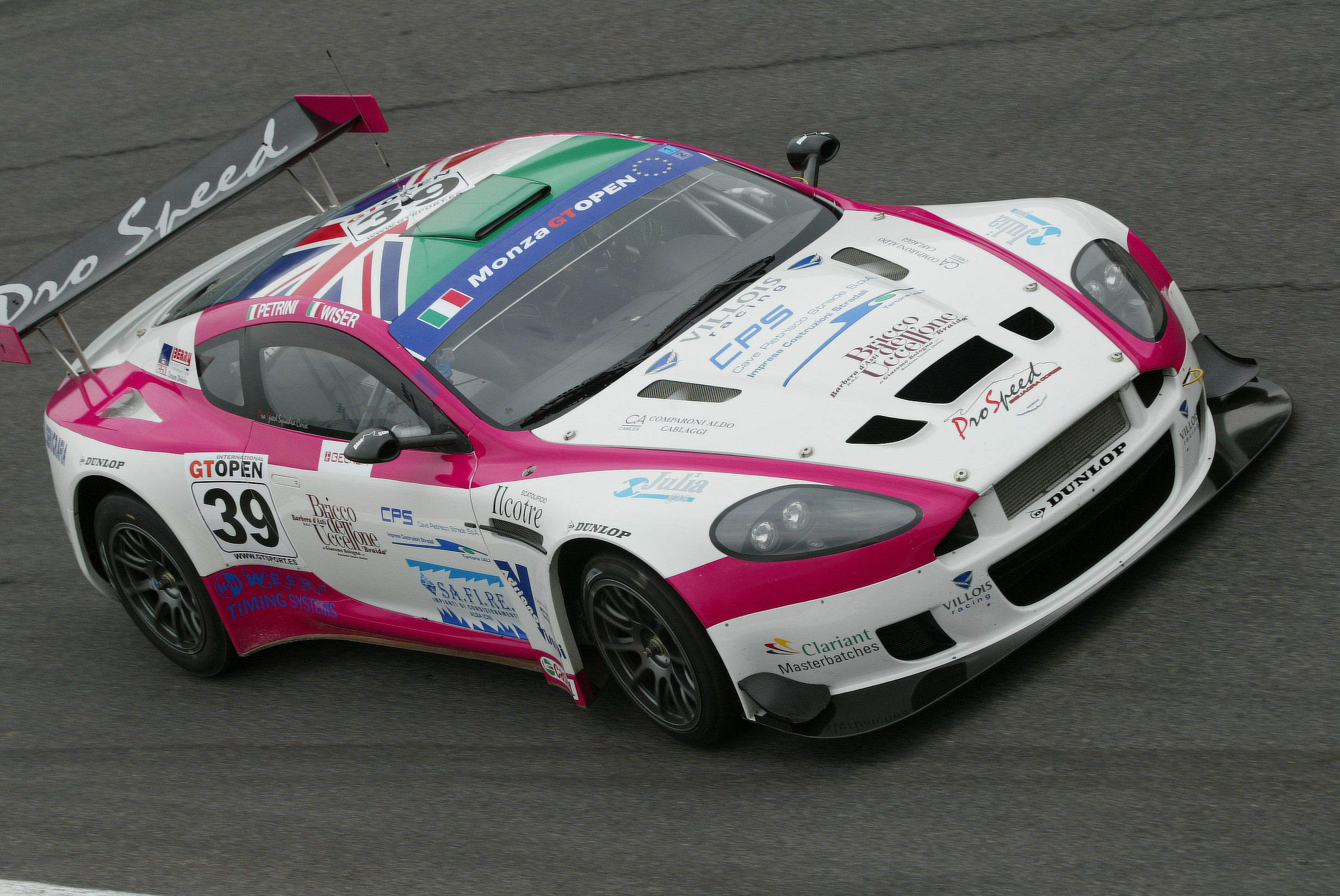
DBRS9